# بیرم‌آباد (فیروزه)
بیرم‌آباد (فیروزه)، روستایی از توابع بخش طاغنکوه شهرستان فیروزه در استان خراسان رضوی ایران است. نام این روستا از کلمه ترکی بیرم به معنی جشن و شادی گرفته شده است. مردم این ناحیه عموما ترک هستند. در سال‌های نه چندان دور به زبان ترکی سخن می‌گفتند ولی هم اکنون(۱۴۰۲) به زبان فارسی سخن می‌گویند. ریشه مردمان ترک زبان این ناحیه ایل افشار است.

## جمعیت
این روستا در دهستان طاغنکوه شمالی قرار دارد و براساس سرشماری مرکز آمار ایران در سال ۱۳۸۵، جمعیت آن ۲۷۷ نفر (۷۴خانوار) بوده‌است.